# Anatinomma
Anatinomma is een kevergeslacht uit de familie van de boktorren (Cerambycidae). De wetenschappelijke naam van het geslacht werd voor het eerst geldig gepubliceerd in 1892 door Bates.

## Soorten
Anatinomma omvat de volgende soorten:
- Anatinomma alveolatum Bates, 1892
- Anatinomma bispinosum Aurivillius, 1916
- Anatinomma brevicornis Fisher, 1944
- Anatinomma insularis Chemsak & Linsley, 1964